# 澤口麻理

澤口 麻理（さわぐち まり、1980年5月23日 - ）は、日本の女性気象予報士。

## プロフィール
岩手県出身。成城大学法学部法律学科在学時よりオスカープロモーションに所属しモデル・タレントとして活動を開始。大学卒業後はジョイスタッフへ移籍しフリーアナウンサーとしても活動。
その後、気象予報士となりウェザーマップへ移籍。2010年10月より2年半、TBSニュースバードの天気キャスターとして出演。同年気象キャスターネットワークに加入。
2014年4月までにウェザーマップを退社。

## 出演番組
- TBSニュースバード 天気キャスター（2010年10月 - 2013年3月） - 月曜・火曜早朝の部。2012年9月までは水曜から金曜までの午前・昼の部も担当
- OH! HAPPY MORNING（ジャパンエフエムネットワーク、2010年10月 - 2013年3月） - 月曜・火曜（7時台天気）
- ニュースプラス1いわて（テレビ岩手、2011年 - ） - 不定期出演